# Napoleone Moretti
Napoleone Moretti (Mantova, 2 giugno 1910 – ...) è stato un calciatore italiano, di ruolo Mezzala.

## Biografia
Napoleone era un nome impegnativo, era chiamato da tutti "Ciccio", alla mantovana con una "c" sola.

## Carriera
Disputa tutta la sua lunga carriera con la maglia del Mantova, dalla stagione 1927-28 fino al torneo di guerra del 1944, le prime due stagioni in Serie B, tutte le altre in Serie C con gli allora biancocelesti mantovani ha disputato circa duecento partite di campionato e realizzato 54 reti. Tatticamente era una mezzala con vocazione offensiva, dotato di un tiro forte e preciso, diventò per molte stagioni lo specialista di punizioni e rigori. Piccolo di statura, in campo sapeva farsi rispettare, anche troppo, nel corso della stagione 1938-39 mise le mani addosso ad un guardalinee, venne squalificato a vita, ma l'inchiesta federale appura che è stato provocato dalla vittima e lo riabilita, in tutto perde una sola stagione.
Nella stagione 1946-1947 diventa allenatore - giocatore dell'Associazione Calcistica Frosinone.I Divisione Lazio, Girone C. In quella stagione disputò 23 incontri mettendo a segno 5 reti contro i F.lli Ferri, Cynthia, Rinascimento e 2 reti al Prenestino. In campionato si classificò al quinto posto, con 12 gare vinte, 5 pareggiate, 9 perse in 26 partite, segnando 33 gol fatti e subendone 36.